# NBCサタデー・サンデー競馬中継
NBCサタデー・サンデー競馬中継（エヌビーシー・サタデー・サンデーけいばちゅうけい）とは、長崎放送の長崎県地域向けに毎週土曜日・日曜日（※2013年4月7日より日曜日のみ佐賀県のNBCラジオ佐賀でも放送開始）15時から16時に放送されている中央競馬中継の番組。2018年4月から、これまで別番組(土曜のみ)を放送していたラジオ佐賀でも放送開始。主催・番組協賛は日本中央競馬会。

## 概要
長崎県佐世保市にウインズ佐世保、佐賀県鳥栖市に地方競馬の佐賀競馬場（※JRAのG1レースの馬券のみ発売）があり、その利用者に対応するために2002年7月?開始（同時期に土曜日は長崎文化放送やTVQ九州放送でKEIBAワンダーランド（KBS京都テレビ制作。現：うまDOKI）、日曜日はテレビ長崎やテレビ西日本でドリーム競馬（関西テレビ放送他制作。現：KEIBA BEAT）のネット受け放送も開始された）。自社制作ではなく、ラジオNIKKEIの「中央競馬実況中継」の中から、西日本地区で行われる準メイン・メインレース、および他地区（第3場開催含む）のメインレースの模様を実況生中継する。従って、番組に出演するパーソナリティーはラジオNIKKEI第2放送の中継のメンバーと全く同じであるが、番組公式サイトでは2019年1月現在も、メインパーソナリティー・大坪元雄、土曜日パドック解説・中西勉と、いずれも番組を降板（中西は故人）している人物が掲載されている。
なおこの番組は土曜日は長崎県内の本局・中継局のみでの放送で、NBCラジオ佐賀（佐賀県）本局・中継局向けは日曜日のみに放送するものの、不定期でJリーグのサガン鳥栖の中継がある場合、そちらを放送するため休止となる。